# Nei (ur. 1980)
Nei, właśc. Claudinei Alexandre Aparecido (ur. 2 maja 1980 w Avaré) – brazylijski napastnik obecnie grający w Changchun Yatai.
Karierę rozpoczął w klubie Guarani FC, grając tam do 2001 roku. Kolejnym jego klubem był portugalski AD Ovarense. W tym klubie rozegrał 88 spotkań i strzelił 23 gole. Dobre występny Nei’a zaowocowały w 2005 roku transferem do występującego wówczas w rozgrywkach portugalskiej SuperLigi Moreirense F.C. W 2006 Nei roku przeszedł do klubu Naval 1º de Maio, gdzie zdobył 10 bramek w 28 meczach. W czerwcu 2007 przeszedł do CSKA Sofia za sumę ok. 500 000 euro. W klubie tym w sezonie 2007/2008 rozegrał 27 meczów i strzelił 14 bramek, co pozwoliło mu zająć 2. miejsce w klasyfikacji najlepszych strzelców bułgarskiej A PFG.
Na początku sierpnia zawodnik miał przejść do Wisły Kraków, jednak do transferu nie doszło. Ostatecznie Nei podpisał kontrakt z klubem Asz-Szabab Rijad.